# Список космонавтів СРСР та Росії
На вересень 2010 року 518 космонавти і астронавти здійснили орбітальні космічні польоти. (Ще три американці здійснювали суборбітальні космічні польоти). Серед 518 космонавтів — 56 жінок. Громадяни 36 держав (3 з них СРСР, НДР і Чехословаччина в наш час[коли?] вже не існують) здійснювали орбітальні космічні польоти.
Радянським космонавтам належить ряд абсолютних досягнень та світових рекордів. По-перше, Ю. А. Гагарін, стартувавши 12 квітня 1961 року на кораблі «Восток», став першою у світі людиною, у космічному польоті. З цього історичного дня почалася епоха пілотованої космонавтики.
По-друге, 16 червня 1963 р. у космос відправилася перша у світі жінка-космонавт В. В. Терешкова.
По-третє, 18 березня 1965 р. О. А. Леонов з борту корабля «Восход-2» здійснив перший в історії космонавтики вихід у відкритий космос, а 25 липня 1984 першою у світі жінкою, що побувала у відкритому космосі, стала З. Е. Савицька (вона здійснила вихід з борту орбітальної станції «Салют-7»).
На 15 червня 2010 105 космонавтів з СРСР і Росії взяли участь у космічних польотах. Серед них — 3 жінки. На цей час немає в живих 27 космонавтів.
Представлені космонавти перераховані в хронологічному порядку їх перших польотів (дата першого старту наведена за декретному московським часом).
| №  | Космонавт                          | Фото | Дата першого старту | Число польотів | Сумарний політ |
| -- | ---------------------------------- | ---- | ------------------- | -------------- | -------------- |
| 1  | Гагарін Юрій Олексійович           |      | 12.04.1961          | 1              | 000:01:48      |
| 2  | Титов Герман Степанович            |      | 06.08.1961          | 1              | 001:01:18      |
| 3  | Ніколаєв Андріян Григорович        |      | 11.08.1962          | 2              | 021:15:20:55   |
| 4  | Попович Павло Романович            |      | 12.08.1962          | 2              | 018:16:27:28   |
| 5  | Биковський Валерій Федорович       |      | 14.06.1963          | 3              | 020:17:48:21   |
| 6  | Терешкова Валентина Володимирівна  |      | 16.06.1963          | 1              | 002:22:50      |
| 7  | Комаров Володимир Михайлович       |      | 12.10.1964          | 2              | 002:03:04:55   |
| 8  | Феоктистов Костянтин Петрович      |      | 12.10.1964          | 1              | 001:00:17:03   |
| 9  | Єгоров Борис Борисович             |      | 12.10.1964          | 1              | 001:00:17:03   |
| 10 | Беляєв Павло Іванович              |      | 18.03.1965          | 1              | 001:02:02:17   |
| 11 | Леонов Олексій Архипович           |      | 18.03.1965          | 2              | 007:00:33:08   |
| 12 | Береговий Георгій Тимофійович      |      | 26.10.1968          | 1              | 003:22:50:45   |
| 13 | Шаталов Володимир Олександрович    |      | 14.01.1969          | 3              | 009:21:57:30   |
| 14 | Волинов Борис Валентинович         |      | 15.01.1969          | 2              | 052:07:17:47   |
| 15 | Єлісеєв Олексій Станіславович      |      | 15.01.1969          | 3              | 008:22:22:33   |
| 16 | Хрунов Євген Васильович            |      | 15.01.1969          | 1              | 001:23:45:50   |
| 17 | Шонін Георгій Степанович           |      | 11.10.1969          | 1              | 004:22:42:47   |
| 18 | Кубасов Валерій Миколайович        |      | 11.10.1969          | 3              | 018:17:59:22   |
| 19 | Філіпченко Анатолій Васильович     |      | 12.10.1969          | 2              | 010:21:03:58   |
| 20 | Волков Владислав Миколайович       |      | 12.10.1969          | 2              | 028:17:02:06   |
| 21 | Горбатко Віктор Васильович         |      | 12.10.1969          | 3              | 030:12:48:21   |
| 22 | Севастьянов Віталій Іванович       |      | 01.06.1970          | 2              | 080:16:19:03   |
| 23 | Рукавишніков Микола Миколайович    |      | 23.04.1971          | 3              | 009:21:10:35   |
| 24 | Добровольський Георгій Тимофійович |      | 06.06.1971          | 1              | 023:18:21:43   |
| 25 | Пацаєв Віктор Іванович             |      | 06.06.1971          | 1              | 023:18:21:43   |
| 26 | Лазарєв Василь Григорович          |      | 27.09.1973          | 1              | 001:23:15:32   |
| 27 | Макаров Олег Григорович            |      | 27.09.1973          | 3              | 020:17:22:12   |
| 28 | Климук Петро Ілліч                 |      | 18.12.1973          | 3              | 078:18:18:42   |
| 29 | Лєбедєв Валентин Віталійович       |      | 18.12.1973          | 2              | 219:06:00:08   |
| 30 | Артюхін Юрій Петрович              |      | 03.07.1974          | 1              | 015:17:30:28   |
| 31 | Сарафанов Геннадій Васильович      |      | 26.08.1974          | 1              | 002:00:12:11   |
| 32 | Дьомін Лев Степанович              |      | 26.08.1974          | 1              | 002:00:12:11   |
| 33 | Губарєв Олексій Олександрович      |      | 11.01.1975          | 2              | 037:11:35:45   |
| 34 | Гречко Георгій Михайлович          |      | 11.01.1975          | 3              | 134:20:32:59   |
| 35 | Жолобов Віталій Михайлович         |      | 06.07.1976          | 1              | 049:06:23:32   |
| 36 | Аксьонов Володимир Вікторович      |      | 15.09.1976          | 2              | 011:20:11:47   |
| 37 | Зудов В'ячеслав Дмитрович          |      | 14.10.1976          | 1              | 002:00:06:35   |
| 38 | Рождественський Валерій Ілліч      |      | 14.10.1976          | 1              | 002:00:06:35   |
| 39 | Глазков Юрій Миколайович           |      | 07.02.1977          | 1              | 017:17:25:58   |
| 40 | Ковальонок Володимир Васильович    |      | 09.10.1977          | 3              | 216:09:09:40   |
| 41 | Рюмін Валерій Вікторович           |      | 09.10.1977          | 4              | 371:17:25:57   |
| 42 | Романенко Юрій Вікторович          |      | 10.12.1977          | 3              | 430:18:21:31   |
| 43 | Джанібеков Володимир Олександрович |      | 10.01.1978          | 5              | 145:15:58:37   |
| 44 | Іванченков Олександр Сергійович    |      | 15.06.1978          | 2              | 147:12:38:25   |
| 45 | Ляхов Володимир Афанасійович       |      | 25.02.1979          | 3              | 333:07:48:06   |
| 46 | Попов Леонід Іванович              |      | 09.04.1980          | 3              | 200:14:45:51   |
| 47 | Малишев Юрій Васильович            |      | 05.06.1980          | 2              | 011:19:59:36   |
| 48 | Кизим Леонід Денисович             |      | 27.11.1980          | 3              | 374:17:57:42   |
| 49 | Стрекалов Геннадій Михайлович      |      | 27.11.1980          | 5              | 268:22:24:27   |
| 50 | Савіних Віктор Петрович            |      | 12.03.1981          | 3              | 252:17:37:51   |
| 51 | Березовий Анатолій Миколайович     |      | 13.05.1982          | 1              | 211:09:04:33   |
| 52 | Серебров Олександр Олександрович   |      | 19.08.1982          | 4              | 372:22:53:50   |
| 53 | Савицька Світлана Євгенівна        |      | 19.08.1982          | 2              | 019:17:07:00   |
| 54 | Титов Володимир Георгійович        |      | 20.04.1983          | 4              | 387:00:45:51   |
| 55 | Александров Олександр Павлович     |      | 27.06.1983          | 2              | 309:18:03:00   |

Ясінська Ірина Володимирівна